# Banco de Serra Leoa
O Banco da Serra Leoa é o banco central de Serra Leoa, um país de África Ocidental. Emite a moeda do país, conhecida como Leone. O banco formula e implementa a política monetária, incluindo o mercado de câmbio. Teve sua fundação em 1963.